# Buslijn 47 (Geldermalsen-Gorinchem)
Buslijn 47 is een buslijn tussen Gorinchem en Geldermalsen en tussen Gorinchem en Haaften. In 1937 werd de vergunning van de lijn overgenomen door J.H. van Ballegooijen.

## Reizigers
De buslijn wordt vooral gebruikt door scholieren en studenten die in dorpen Vuren, Herwijnen, Hellouw, Haaften, Tuil, Waardenburg en Meteren wonen en die daar naar het voortgezet onderwijs gaan of in Geldermalsen overstappen naar Utrecht waar zij studeren. Ook oudere mensen, die niet in het bezit zijn van een rijbewijs en auto, gebruiken de buslijn om te winkelen in Gorinchem of Geldermalsen.

## Vervoerder
De ritten tussen Gorinchem en Geldermalsen worden gereden door Arriva. De ritten tussen Gorinchem en Haaften worden door Juijn Rossum gereden, in opdracht van Arriva.

## Dienstregeling
De bus tussen Gorinchem en Geldermalsen rijdt een keer per uur, evenals de bus tussen Gorinchem en Haaften (tussen Gorinchem en Haaften rijd er dus elk half uur en bus). De dienstregeling wordt eenmaal per jaar aangepast. Dit gebeurt gebruikelijk twee weken voor de kerst. 's Avonds vervalt de bus naar Haaften en rijd er dus 1x per uur een bus tussen Gorinchem en Geldermalsen